# Саркофаг царя Ахірама
Саркофаг царя Ахірама — базальтова гробниця царя Бібла Ахірама, відомого лише за написом з цій гробниці.
У той час як про самого Ахірама нічого не відомо, великий науковий інтерес становить фінікійський напис на його гробниці, можливо найраніший з написаних літерами.
Іноді Ахірама ототожнюють з царем Тіра та Бібла Ахірамом Великим, сучасником біблійних Давида та Соломона, проте без належного обґрунтування. Час життя Ахірама варіюється в широкому діапазоні від XIII до VII століття до н. е. Не слід плутати базальтовий саркофаг з давньофінікійським написом з туристичною пам'яткою, вапняною гробницею Хірама просто неба, що знаходиться на півдорозі між Тіром і Каном.

## Історія відкриття саркофага
1923 року французький єгиптолог П'єр Монте (Pierre Montet) виявив кам'яний саркофаг в одному зі склепів стародавнього фінікійського міста Бібла. Зараз саркофаг зберігається в Національному музеї Бейрута, столиці Ліван. На стінках саркофага зображені скорботні жінки та гості, що підносять дари царю, який сидить на високому троні. Але саркофаг (довжиною 2.3 м) особливий насамперед написом, який опоясує кришку і виконаний фінікійськими літерами. Цей напис породив дискусії в наукових колах про зародження та еволюції фонетичного алфавіту.
Першовідкривач саркофага П'єр Монте датував напис XIII століттям до н. е., і довгий час напис вважався найдавнішим написом фінікійського письма, від якого пізніше розвинулася більшість сучасних алфавітів. Датування ґрунтується на вазі з ієрогліфічним малюнком фараона Рамзеса II (правив у XIII ст. до н. е.).
Проте в тому ж склепі, де знаходився саркофаг, було виявлено посуд з Кіпра, зроблений в стилі VII ст. до н. е.., а також вироби Мікенської цивілізації, що датуються Дюссо (Dussaud) 1300–1200 роками до н. е.
Дослідники розійшлися в думках щодо віку саркофага. Одні відстоюють XIII ст. до н. е., висуваючи аргумент, що вироби VII ст. до н. е. занесли стародавні грабіжники, а інші наполягають, що склеп після поховання був розграбований солдатами вавилонського царя Навуходоносора II після перемоги над єгиптянами в битві при Каркемиші в 605 до н. е. Правителі Бібла, згідно зі знайденою в склепі вазою, були союзниками єгиптян та постраждали за це.
Інтерес становить техніка поховання у склепі. У шахту глибиною 11 м засипали доверху пісок, поверх якого поставили саркофаг. Потім пісок вигрібали, поки саркофаг не опуститися на дно в похоронну камеру.

## Напис
Різні дослідники відносять напис на саркофазі до XI–X ст. до н. е., спираючись на фонетичну реконструкцію, архаїчне написання літер і порівняння з відомими фінікійськими написами біблських правителів Абібаала (Abi-baal, X ст. до н. е.) і Елібаала (Eli-baal, IX ст. до н. е.). Якби напис Ахірама був зроблений в XIII ст. до н. е., то написання літер було б іншим. Останнім часом виробився консенсус, що напис на саркофазі зроблений близько 1000 р. до н. е., хоча остаточно питання залишається не з'ясованим. Фінікійські літери вирізані поверх давнішого стертого напису, залишки якого збереглися, що знову піднімає проблему як датування напису, так і часу життя царя Ахірама та його сина.
Оригінал напису:
Одна з версій перекладу :

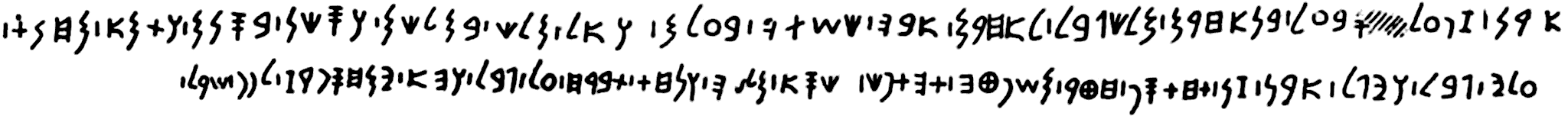

«Гробниця, яку Іттобал, син Ахірама, правителя Гвалу [Бібла], зробив батькові для його обителі у вічності. І якщо якийсь цар чи інший правитель або будь-який воєначальник нападе та відкриє гробницю, нехай його владний скіпетр зламається, нехай його царський трон перевернеться, і нехай мир покине Гвал; а про нього самого нехай не залишиться навіть написів.»